# Marquês de Penalva

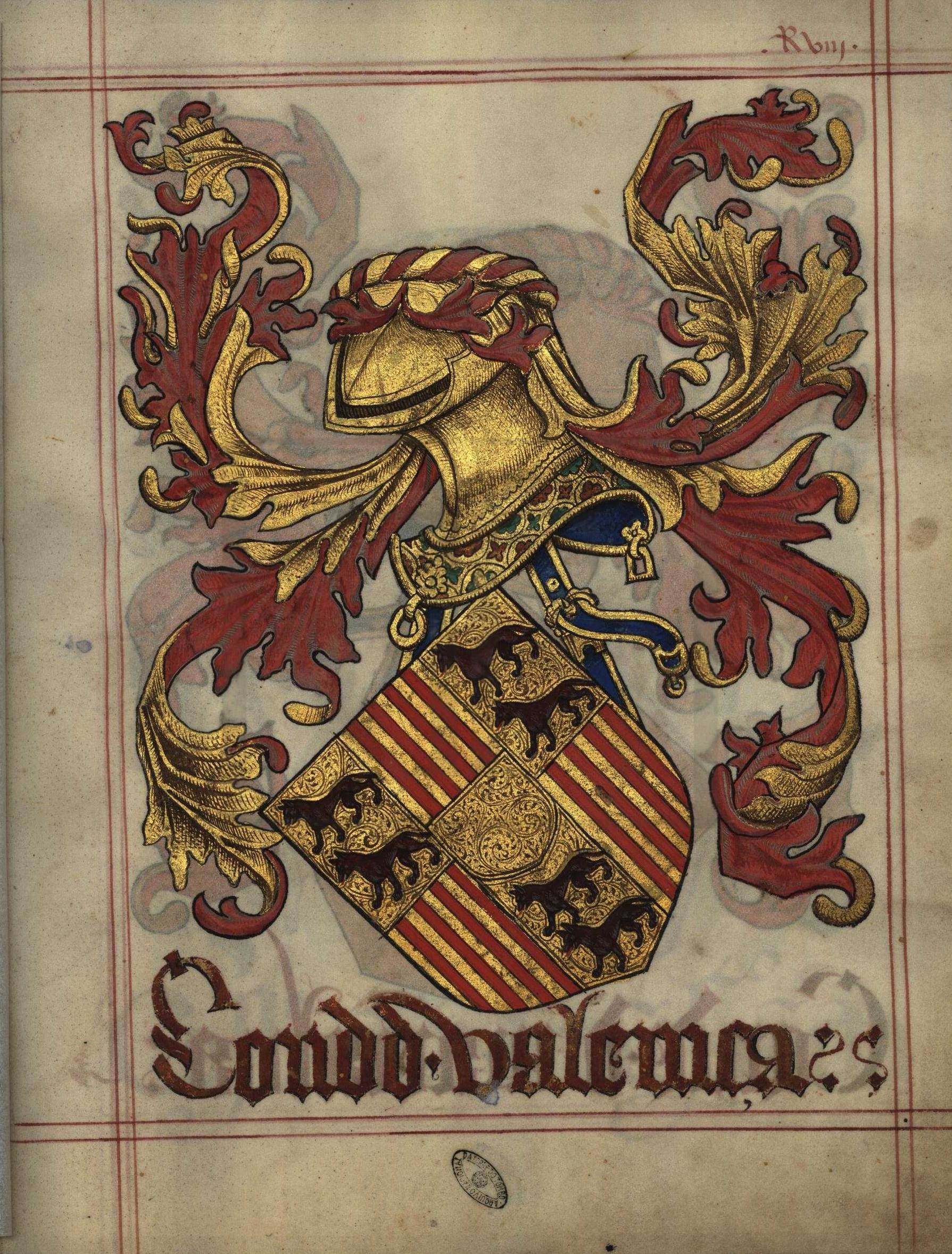
Armas do Conde de Valença, no Livro do Armeiro-Mor (1509). Estas armas são idênticas às dos Meneses também Condes de Tarouca (1499) e depois Marqueses de Penalva (1750).

O título de Marquês de Penalva foi um título nobiliárquico de Portugal criado a 7 de Fevereiro de 1750 por D. João V em favor de Estêvão de Meneses, 5.º Conde de Tarouca. Embora tenha sido outorgado em vida do primeiro titular, o título de Marquês de Penalva foi ainda renovado nos 6.º, 7.º e 10.º condes de Tarouca, como se explica infra.
O título de Conde de Tarouca, que a Casa de Penalva absorveu, fora por sua vez criado a 24 de Abril de 1499 por D. Manuel I em favor de D. João de Meneses, quarto varão de D. Duarte de Meneses, Conde de Viana. Quando o 5.º Conde de Tarouca foi elevado a Marquês de Penalva por D. João V, os primogénitos desta Casa passaram a designar-se por Condes de Tarouca durante a vida de seus pais.
Ambos estes títulos foram descritos por, entre outros, D. António Caetano de Sousa nas Memorias Historicas e Genealogicas dos Grandes de Portugal. Anselmo Braamcamp Freire no Vol. I dos Brasões da Sala de Sintra, dedica aos Meneses o Cap. VI, em que se explicam as origens dos vários ramos, entre eles o da Casa de Tarouca.
Os condes de Tarouca descendiam de D. João Afonso Teles de Meneses, Conde de Ourém e irmão de D. Martim Afonso Telo de Meneses, o pai da rainha D. Leonor Teles e do Conde de Neiva; deste último descendem por sua vez os Condes de Cantanhede e Marqueses de Marialva, e ainda os Condes da Ericeira e Marqueses de Louriçal, parentes dos Condes de Tarouca e Marqueses de Penalva.
De notar que o primeiro Conde de Tarouca era irmão de D. Henrique de Meneses, Conde de Valença, etc., sendo ambos netos do célebre D. Pedro de Meneses, primeiro capitão de Ceuta após a conquista da cidade em 1415 por D. João I e os infantes D. Duarte D. Pedro e D. Henrique, e primeiro Conde de Vila Real em 1424. 
De notar por fim que a Casa de Tarouca, mais tarde de Penalva, teve durante os séculos XVI e XVII uma das menos regulares linhas de sucessão da alta nobreza portuguesa da era, como se explica infra.

## Condes de Tarouca  (1499)

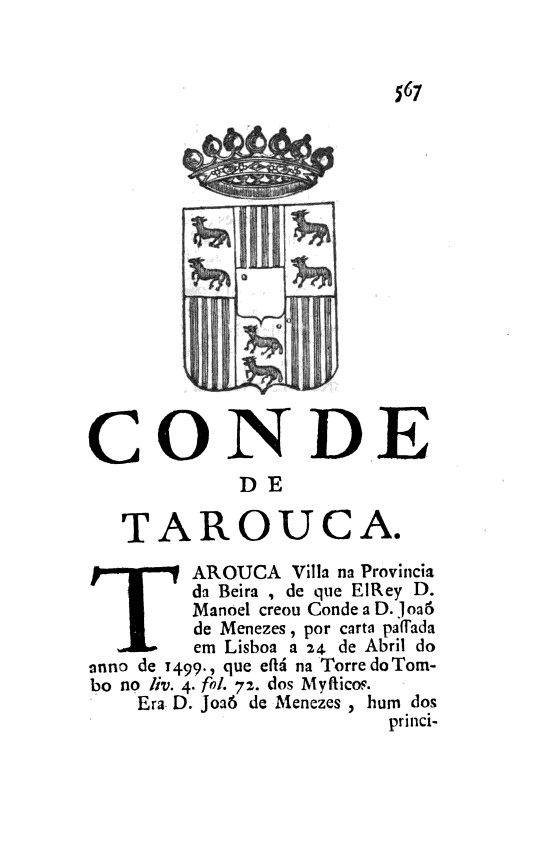
Título de Conde de Tarouca nas Memorias Historicas e Genealogicas dos Grandes de Portugal (1755).

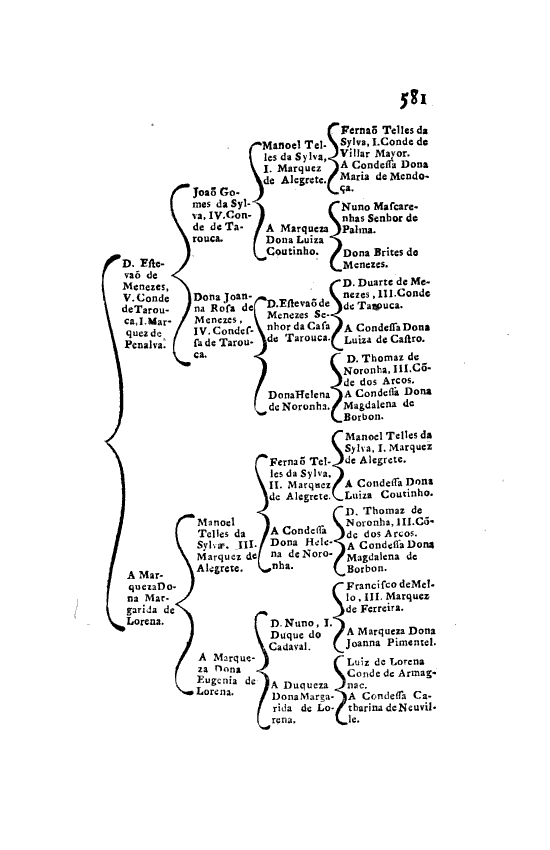
Costados dos Condes de Tarouca e Marqueses de Penalva.

A família dos Condes de Tarouca do século XVI é principalmente notável por três factores: 
1. Em primeiro lugar, por causa da fortíssima presença de varões da família no Norte de África, no governo de várias praças marroquinas, principalmente na primeira metade do século. Isto deveu-se à herança de D. Pedro de Meneses, o avô do primeiro Conde de Tarouca, que fez do governo de Ceuta desde a conquista da cidade em 1415 até falecer em 1437 a base da construção da Casa de Vila Real.[3] Como resultado, o irmão mais velho do futuro 1.° conde, o Conde de Valença, esteve por exemplo presente na conquista de Arzila em 1471, ficando como governador da praça até falecer em 1480. Então, o governo da praça passou para o futuro 1.° conde até 1486, para este depois passar a governar Tânger. E seria principalmente nesta praça que os familiares do Conde de Tarouca estariam presentes na centúria de Quinhentos, transformando quase o cargo numa dignidade hereditária (ver infra).
2. Em segundo lugar, e de maneira semelhante a outros casos na alta nobreza, por causa do muito elevado número de varões com os mesmos nomes ― Pedro, Duarte, Henrique e João ― nesta época, o que faz com que as identidades facilmente se confundam; é assim necessária bastante prudência ao investigar esta linhagem nesta centúria. Apenas para dar um exemplo, o 1.° conde, ele próprio filho de um Duarte de Meneses, teve, para além do filho e do bisneto mencionados infra também chamados Duarte de Meneses ― ambos capitães de Tânger e governadores da Índia ― ainda um neto e um sobrinho do mesmo nome ― ambos também capitães de Tânger na mesma época!
3. Em último lugar, de um ponto de vista nobiliárquico, por causa do muito longo hiato entre o 1.° e o 2.° conde, visto o título não ter sido renovado nem no filho, nem no neto, nem no bisneto do primeiro conde; apenas o trineto viu renovado o título em sua pessoa.

Exemplificando todos estes três factores, e dando apenas alguns exemplos, podemos ver:
- D. Henrique de Meneses, Conde de Valença, irmão mais velho do 1.° conde: capitão de Arzila (1471-80)
- D. João de Meneses, 1.° Conde de Tarouca, capitão de Arzila (1480-86) e Tânger (1486-89 & 1501-08)
- D. Duarte de Meneses, filho do anterior, capitão de Tânger (1508-21 & 1536-39) e Governador da Índia (1522-24)
- D. João de Meneses, filho do anterior, capitão de Tânger (1539-46)
- D. Duarte de Meneses, filho do anterior, capitão de Tânger (1574-77) e Vice-rei da Índia (1584-88)
- D. Luis de Meneses, filho do anterior, capitão de Tânger (1614-15), 2.° Conde de Tarouca

Por esta meia dúzia de exemplos se pode ver como o título saltou três gerações; como eram frequente a presença dos varões da família nas praças marroquinas (e no Oriente); e como certos nomes são vistos com grande frequência. Aqui fica novamente o aviso para investigadores desta linhagem nesta época.
No século XVII vemos novamente uma sucessão interrompida nos Condes de Tarouca, que está na origem do título de Penalva mais tarde. Durante a Guerra da Restauração, o 3.º Conde de Tarouca passou a Espanha, levando consigo dois filhos. Lá foi pelo monarca espanhol feito Marquês de Penalva como recompensa pela sua lealdade à Coroa de Castela, título este nunca reconhecido em Portugal, mas ainda usado pelo seu primogénito em Espanha. O seu filho mais novo, no entanto, levado para Castela ainda pequeno, passou a Portugal ainda durante a guerra e prestou fidelidade a D. João IV. Herdou o senhorio da Casa de Tarouca, mas não o título, que após a sua morte em 1677 foi herdado pela filha. O filho desta, já com varonia Silva, foi então feito Marquês de Penalva em 1750.
Vários membros desta linhagem cultivaram as letras, nomeadamente vários dos Marqueses de Penalva, o 4.º Conde de Tarouca, e o primeiro conde do título, que para além de comandar exércitos em Marrocos escreveu várias composições no Cancioneiro Geral de Garcia de Resende.

### Titulares

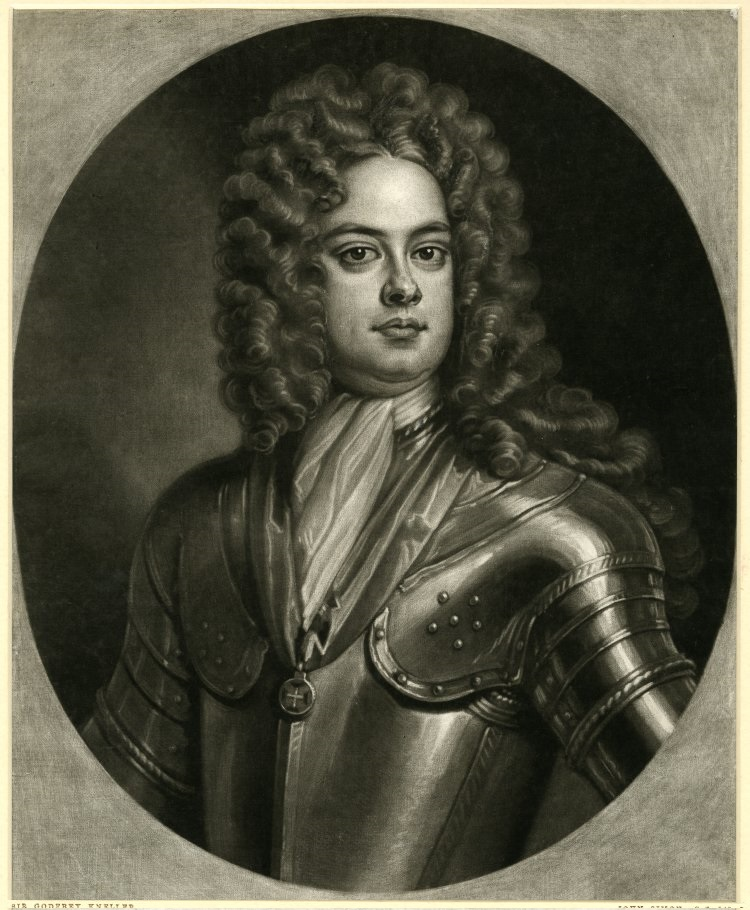
D. João Gomes da Silva, 4.° Conde de Tarouca, capitão da Guarda Real, embaixador a Londres e Viena, etc., em gravura inglesa após 1709.

1. D. João de Meneses, 1.° Conde de Tarouca.
2. D. Luís de Meneses, 2.º Conde de Tarouca; trineto do anterior.
3. D. Duarte Luís de Meneses, 3.º Conde de Tarouca; filho do anterior. Passou a Castela durante a Restauração em 1641.
  1. D. Estêvão de Meneses, Senhor da Casa de Tarouca; filho do anterior. Passou a Portugal durante a Restauração em 1664.
4. D. Joana Rosa de Meneses, 4.º Condessa de Tarouca; filha do anterior. Casou com João Gomes da Silva, irmão do 2.º Marquês de Alegrete e 3.º Conde de Vilar Maior, e 4.º Conde de Tarouca por casamento.
5. D. Estêvão de Meneses (1695-1758), 5.º Conde de Tarouca; filho dos anteriores, feito 1.º Marquês de Penalva.
6. D. Eugénia de Meneses da Silva (1731-1788), 6.ª Condessa de Tarouca e 2.ª Marquesa de Penalva; filha do anterior. Casou com Manuel Teles da Silva, 6.º Conde de Vilar Maior (1727-1789), 2.º Marquês de Penalva por casamento.
7. D. Fernando Teles da Silva (1754-1818), 7.º Conde de Tarouca e 3.º Marquês de Penalva; filho dos anteriores.
8. D. Luís Teles da Silva Caminha e Meneses (1775-1828), 8.º Conde de Tarouca e 5.º Marquês de Alegrete; filho do anterior.
9. D. Fernando Teles da Silva Caminha e Meneses (1810-1812), 9.º Conde de Tarouca; filho do anterior.
10. D. Fernando Teles da Silva Caminha e Meneses (1813-1893), 10.º Conde de Tarouca e 4.º Marquês de Penalva; irmão do anterior.
11. D. Luís Teles da Silva Caminha e Meneses (1837-1863), 11.º Conde de Tarouca; filho do anterior.
12. D. Eugénia Teles da Silva (1860-1946), 12.º Condessa de Tarouca; filha do anterior.

### Armas
As armas dos Condes de Tarouca eram as de Meneses de D. Pedro de Meneses, 1.º Conde de Vila Real: Partido de dois traços e cortado de um: I, III e V de ouro, com dois lobos de púrpura passantes e sotopostos; [Vilalobos]) II, IV e VI de ouro, com quatro palas de vermelho. [Lima]. Sobreposto de tudo um escudete de ouro pleno [Meneses].
Estas armas encontram-se no Livro do Armeiro-Mor (fl 48r), no Livro da Nobreza e Perfeiçam das Armas (fl 9v), etc.

## Marqueses de Penalva (1750)

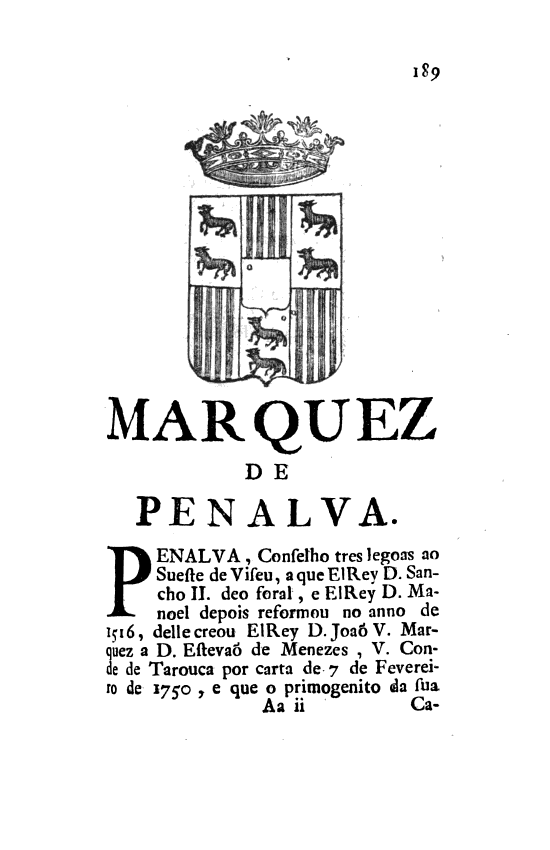
Título de Marquês de Penalva na obra de D. António Caetano de Sousa.

### Titulares
O título de Marquês de Penalva, criado em 1750 para o 5.º Conde de Tarouca, foi renovado na filha e no neto do primeiro marquês, a 6.º Condessa e o 7.º Conde de Tarouca, respectivamente; mas não no filho deste último, por este, o 8.º Conde de Tarouca, neto do 4.º Marquês de Alegrete, ter sido agraciado com o título de 5.º Marquês de Alegrete.
Assim, o título de Marquês de Penalva foi renovado no filho secundogénito do 8.º Conde de Tarouca, após a morte prematura do primogénito. Este 4.º Marquês de Penalva alcancou a idade de oitenta anos antes de falecer em 1893, e viu morrer o seu filho e herdeiro, o 11.º Conde de Tarouca, ainda em 1863. O título de marquês não foi renovado na sua neta, a 12.º e última Condessa de Tarouca.
1. D. Estêvão de Meneses (1695-1758), 1.º Marquês de Penalva e 5.º Conde de Tarouca; filho dos anteriores.
2. D. Eugénia de Meneses da Silva (1731-1788), 2.ª Marquesa de Penalva e 6.ª Condessa de Tarouca; filha do anterior. Casou com o 6.º Conde de Vilar Maior, 2.º Marquês de Penalva por casamento.
3. D. Fernando Teles da Silva (1754-1818), 3.º Marquês de Penalva e 7.º Conde de Tarouca; filho dos anteriores.
  1. D. Luís Teles da Silva Caminha e Meneses (1775-1828), 8.º Conde de Tarouca e 5.º Marquês de Alegrete; filho do anterior.
  2. D. Fernando Teles da Silva Caminha e Meneses (1810-1812), 9.º Conde de Tarouca; filho do anterior.
4. D. Fernando Teles da Silva Caminha e Meneses (1813-1893), 4.º Marquês de Penalva e 10.º Conde de Tarouca; irmão do anterior.
  1. D. Luís Teles da Silva Caminha e Meneses (1837-1863), 11.º Conde de Tarouca; filho do anterior.
  2. D. Eugénia Teles da Silva (1860-1946), 12.º Condessa de Tarouca; filha do anterior.

### Armas
As armas dos Marqueses de Penalva eram inicialmente as dos Condes de Tarouca supra: Meneses, de D. Pedro de Meneses. Mais tarde, com a quebra de varonia, foram as suas armas as de Teles da Silva dos Marqueses de Alegrete e Condes de Vilar Maior; ver estes títulos. 

## Após a queda da Monarquia
Com a queda da Monarquia e a implantação da República Portuguesa em 1910 foram os titulares à data da implantação da República autorizados a manter e usar os seus títulos até à morte. Com a morte da última Condessa de Tarouca em 1946, os vários títulos da Casa de Penalva encontram-se assim hoje extintos.